# Карпиха
Карпиха — село в Україні, у Семенівській селищній громаді Кременчуцького району Полтавської області. Населення становить 152 осіб. 

## Географія
Село Карпиха знаходиться за 2,5 км від правого берега річки Хорол, за 2,5 км від селища Семенівка та за 2 км від села Вереміївка. Через село проходить автомобільна дорога Т 1716. Поруч проходить залізниця, станції Веселий Поділ і Петрівка за 5 км.

## Історія
12 червня 2020 року, відповідно до розпорядження Кабінету Міністрів України № 721-р «Про визначення адміністративних центрів та затвердження територій територіальних громад Полтавської області», село увійшло до складу Семенівської селищної міської громади.
19 липня 2020 року, в результаті адміністративно - територіальної реформи та ліквідації Семенівського району, село увійшло до складу новоутвореного Кременчуцького району.

## Відомі люди

### Народились
- Ляпаненко Микола Іванович — український журналіст, член Національної спілки журналістів України, генеральний директор Полтавської державної телерадіокомпанії «Лтава», співголова благодійного фонду «Чураївна», створеного задля підтримки талановитих митців Полтавської області.